# Charles Gabriel Sivert
Charles Gabriel Sébastien Sivert, baron de l'Espérance (1er décembre 1725 à Louisbourg, Île Royale, Nouvelle-France - 5 janvier 1791 à Versailles, France) est un militaire et administrateur colonial français du XVIIIe siècle.

## Biographie

### Origines et jeunesse
Fils de Charles-Léopold-Ébérard de L’Espérance et de Marguerite Dangeac, Charles Gabriel Sébastien Sivert est issu d'une famille noble, de barons du Saint-Empire romain germanique. Comme son père, il décide très tôt de faire carrière dans l’armée. Alors qu’il n'a que dix ans, il s’enrôle comme cadet dans un détachement du régiment suisse de Karrer, à Louisbourg. En 1742, il est promu enseigne en second.

### Carrière militaire
Il est présent au siège de la forteresse de la ville en 1745 et part pour la France avec le reste de la garnison vaincue. En 1747, il s’embarque avec les troupes destinées au Canada, sur la flotte commandée par Jacques-Pierre de Taffanel de La Jonquière. L’Espérance est chargé d’escorter deux détachements jusqu’aux Antilles. Promu lieutenant dans les troupes de la Marine à l’Île Royale en Nouvelle-France, en 1754, il sert sous les ordres de son oncle, le capitaine François-Gabriel d’Angeac. En 1755, il épouse Anne-Claire Du Pont de Renon, petite-fille de Michel Du Pont de Renon. Après la chute de Louisbourg en 1758, il retourne en France.
Bien que sa carrière militaire ait été marquée par des défaites, Sivert est promu à plusieurs reprises, grâce à ses relations de famille et à ses pouvoirs de persuasion. Nommé capitaine en 1763, il accompagne d’Angeac au poste de pêche nouvellement acquis de l’île Saint-Pierre et est envoyé pour prendre possession de l’île Miquelon. Il y est stationné, avec 20 soldats environ, pendant neuf ans. En 1770, il reçut la croix de Saint-Louis.

### Gouverneur de Saint-Pierre-et-Miquelon
Lorsque son oncle rentra en France en 1772, il se voit confier le commandement de l’île Saint-Pierre. Sur la recommandation de ce dernier, il lui succède officiellement au poste de gouverneur des deux îles en 1773. Deux ans plus tard, il intègre la communauté des marchands de l’île Saint-Pierre par son mariage à Jeanne-Françoise, fille d’Antoine Rodrigue.
Lorsque la Grande-Bretagne entre en guerre avec ses colonies américaines, les relations entre Saint-Pierre-et-Miquelon et Terre-Neuve deviennent critiques. En 1776, un accord avec John Montagu, gouverneur de Terre-Neuve, règle deux longues disputes entre les deux colonies: les Français obtiennent la permission de couper du bois à Terre-Neuve et de pêcher dans le détroit qui séparait les deux territoires. Les relations commerciales entre l’île Saint-Pierre et la Nouvelle-Angleterre cessèrent cette année-là, mais la situation de l’île allait devenir plus précaire encore lors de l’alliance de la France avec les Américains en 1778. Ne disposant que de 31 soldats et six canons, le baron de l’Espérance ne peut rien faire quand, en septembre 1778, un escadron anglais aux ordres du commodore John Evans apparait au large de l’île et somme les Français de se rendre. Le gouverneur capitule en grande pompe, après s’être assuré les honneurs de la guerre. Une fois les habitants partis, les Britanniques pillent et brûlent l’établissement.
Promu brigadier d’infanterie des colonies en 1778, Sivert est gratifié d’une pension de 4 000 écus. Il projette alors de s’établir en Alsace où il possède de la famille, mais, en 1783, il est rappelé au poste de gouverneur des îles Saint-Pierre et Miquelon, rétrocédées à la France par le Traité de Paris (1763). Parfois endetté et sollicitant fréquemment du gouvernement des avances et des gratifications, il fut sans nul doute heureux de voir son salaire passer de 10 000 à 15 000 écus. Le nombre de soldats sous ses ordres est triplé et, en 1784, il est promu au grade général de brigade de l’infanterie de ligne.
La France tenait tellement aux pêcheries de l’Atlantique nord que le gouvernement pourvoit à la subsistance des réfugiés des îles Saint-Pierre et Miquelon pendant leur séjour en France de 1778 à 1783. Afin de relancer la colonie, la monarchie incite les pêcheurs à y retourner en leur offrant des rations pendant un an et demi, du matériel de pêche et des avances pour la reconstruction des édifices. En quelques mois, la population atteint 1 204 âmes dont la moitié environ étaient des pêcheurs. Le baron de l’Espérance insiste pour que la colonie obtienne plus de soldats et soit fortifiée.
En 1784, une commission composée de trois membres est envoyée à Saint-Pierre pour déterminer si les îles pouvaient être mieux défendues. Après examen du rapport, le ministre de la Marine, de Castries, décide de ne doter Saint-Pierre d’aucun ouvrage de défense parce que cela se révélerait trop coûteux.
Sivert retraverse l’Atlantique pour la dernière fois en 1785, il est promu maréchal de camp en 1788. Le baron de l’Espérance prend sa retraite en avril 1789.
Charles Gabriel Sébastien Sivert décède le 5 janvier 1791 à Versailles.

## Sources
- AN, Col., E, 281 (dossier L’Espérance), Section Outre-mer, G3, 2 044, 23 août 1755
- Æ. Fauteux, Les chevaliers de Saint-Louis, p. 215
- La Morandière, Histoire de la pêche française de la morue, II, p. 810–816 et 823–826.
- J-Y Ribault, Les îles Saint-Pierre et Miquelon des origines à 1814, Saint-Pierre, 1962, p. 65–67 et 80–86.
- Henri Bourde de La Rogerie, Saint-Pierre et Miquelon : des origines à 1778, Le Pays de Granville ; bulletin trimestriel de la Société d’études historiques et économiques (Mortain, France), 2e série, no 38–40, 1937.
- J-Y Ribault, La population des îles Saint-Pierre et Miquelon de 1763 à 1793, Revue française d’histoire d’outre-mer (Paris), LIII, 1966, p. 43.